# Зећир Мусић
Зећир Мусић (Нова Варош, 6. септембар 1919 – Београд, 2. март 1987), учесник Народноослободилачке борбе, пуковник милиције и народни херој Југославије.

## Биографија
Рођен је 6. септембра 1919. године у Новој Вароши, у радничкој породици. По занимању је био ковачки радник. Комунистичке идеје усвојио је преко своје браће, која су припадала револуционарном омладинском покрету. Године 1941, укључио се у припреме за оружани устанак. Створена је партизанска група која је у првим устаничким данима имала оштре окршаје с италијанским фашистима и усташама.
У јесен 1941. године, Мусић се налазио међу браниоцима Ужичке републике. Учествовао је у борбама на Карану, код Љубовије, Ужица и осталих места. Као истакнути борац, први пут је био јавно похваљен од команде своје чете, а његову јединицу је већ у првој устаничкој години похвалио и Врховни командант Јосип Броз Тито.
Као борац Златарског одреда, који је једно време дејствовао као златарска герила и задавао губитке окупаторима и домаћим квислинзима, борио се у Пљеваљској бици (1941), затим у биткама за Прозор, Ливно, Јајце, Мркоњић Град и за друга места у Босни, Црној Гори, Санџаку и Србији.
За члана Комунистичке партије Југославије примљен је 1942. године. Исте године био је одређен на одговорну дужност партизанског курира који је одржавао везу између санџачких партизана и бораца у Црној Гори. Обављајући курирску дужност, успут је сакупљао податке о непријатељу и збивањима на пространој територији коју је обилазио. О вредности тих података говорио је и Моша Пијаде.
У жестоким окршајима које су његове јединице имале са непријатељем, Зећир је више пута био рањаван. У једном таквом сукобу са немачким јединицама код Великог Штурца, иако тешко рањен, борбом прса у прса, савладао је једног немачког војника који је имао у рукама митраљез.
Био је постављен за командира чете у Трећој пролетерској санџачкој бригади. Поново је у једном окршају са непријатељем био рањен и упућен на лечење у Италију. После повратка, поновно је узео учешћа у борбама као командант батаљона у КНОЈ-у.
После рата, Мусић је преузео одговорне функције у службама које су се старале о безбедности земље. Завршио је Вишу партијску школу и Вишу школу за унутрашњу управу. Радио је у органима народне милиције, где је напредовао до чина пуковника.
Умро је 2. марта 1987. године у Београду и сахрањен је у Алеји народних хероја на Новом гробљу.
Носилац је Партизанске споменице 1941, Ордена заслуга за народ са сребрном звездом, Ордена братства и јединства сребрном венцем, Ордена за храброст и осталих југословенских одликовања. Орденом народног хероја одликован је 27. новембра 1953. године.
Од првог дана Народноослободилачке борбе, заједно са Зећиром у првим борбеним редовима били су његов отац Сеид, браћа Бећир, Хајро, Мујо, Мурат, Шућро и сестре Жила и Фатима.